# Jeffries-Johnson World's Championship Boxing Contest

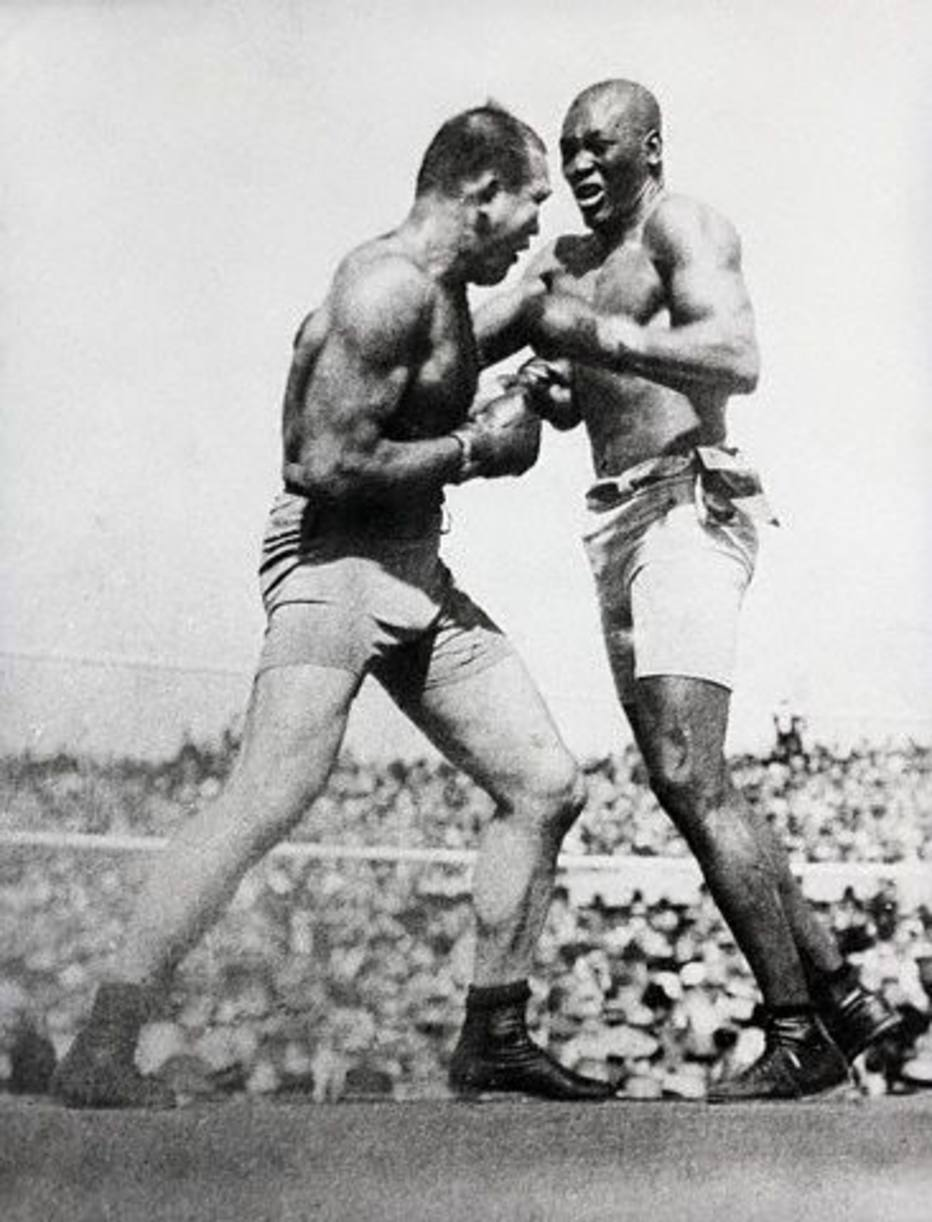
Jeffries tegen Johnson, 1910

Jeffries-Johnson World's Championship Boxing Contest is een 100 minuten durende, stomme 35mm-film uit 1910 geproduceerd door James Stuart Blackton. De film toont het boksgevecht tussen de zwarte toenmalige bokskampioen Jack Johnson en de voormalig bokskampioen James Jeffries. Jeffries daagde de wereldkampioen uit omdat hij het ontoelaatbaar vond dat een donkere man de titel droeg. In de 15de ronde vloerde Johnson hem echter met gemak, waardoor hij de wereldkampioen bleef. Omdat hij een blanke had verslagen, werd de film in sommige steden in het zuiden van de Verenigde Staten verboden. De film werd in 2005 opgenomen in de National Film Registry.